# 和田信賢 (小惑星)
和田信賢（わだしんけん、9745 Shinkenwada）は小惑星帯に位置する小惑星である。1988年11月2日、高知県芸西村の芸西観測所で関勉が発見した。
戦前から戦後にかけて活躍した元NHKアナウンサー和田信賢にちなんで命名された。